# Deraeocoris trifasciatus
Deraeocoris trifasciatus is een wants uit de familie van de blindwantsen (Miridae). De soort werd het eerst wetenschappelijk beschreven door Linnaeus in 1767.

## Uiterlijk
De tamelijk grote, ovale blindwants is macropteer en kan 8,5 tot 12 mm lang worden. De pootjes hebben een zwarte of donkerbruine kleur met op de schenen twee witte ringen. Het lichaam is zeer variabel van kleur, meestal is de wants rood met zwart maar er is ook een geheel zwarte vorm en een geheel rode variant. De rood-zwarte variant komt het meest voor. Dan is het scutellum rood en het uiteinde van de verharde voorvleugel (cuneus) is rood met een zwarte punt. Over het halsschild en de randen van de voorvleugels loopt dan ook een rode rand.
De antennes zijn bruin of zwart. Als de antennes bruin zijn, dan is het uiteinde van het tweede segment wel zwart gekleurd. De kop is bij alle varianten zwart.

## Leefwijze
De soort kent één generatie per jaar en komt als eitje de winter door. De volwassen wantsen kunnen van mei tot juli gevonden worden in parken, tuinen en bosranden op loofbomen zoals zwarte els (Alnus glutinosa) en eiken (Quercus) waar ze jagen op bladluizen en bladvlooien of kleine rupsen.

## Leefgebied
Het verspreidingsgebied van de wants is Palearctisch, van Europa tot de Kaukasus en het Midden-Oosten in Azië. In Nederland is de soort niet zeldzaam en komt algemeen voor in het binnenland.